# Gładysz (gmina Drawno)
Gładysz (niem. Buchholzmühle) – osada w Polsce położona w województwie zachodniopomorskim, w powiecie choszczeńskim, w gminie Drawno. W latach 1975–1998 miejscowość administracyjnie należała do województwa gorzowskiego. Osada wchodzi w skład sołectwa Dominikowo. 

## Geografia
Osada leży ok. 1,5 km na południe od Dominikowa, nad rzeką Słopicą, między Chomętowem a miejscowością Niemieńsko.